# Erling Norrby
Erling Carl Jacob Norrby, född 28 augusti 1937 i Katarina församling, Stockholms stad, är en svensk läkare och virolog som varit professor vid Karolinska Institutet (KI) och tidigare var ständig sekreterare för Kungliga Vetenskapsakademin.

## Biografi
Norrby genomförde läkarstudier vid KI och blev medicine licentiat 1963 och medicine doktor på avhandlingen Studies on measles virus ("Studier av mässlingvirus"). Han blev även docent vid KI 1964. Redan 1959 började han ägna sig åt undervisning i virologi och var professor i ämnet vid KI från 1972 till 1997. Åren 1990 till 1996 var han dekanus för medicinska fakulteten.
Norrby är ledamot av Kungliga Vetenskapsakademien sedan 1981 och var akademiens ständige sekreterare från 1997 till 30 juni 2003, då han efterträddes av Gunnar Öquist. Han var ledamot av Karolinska Institutets Nobelkommitté 1975–1980. Han är kabinettskammarherre vid kungl. hovstaterna sedan 2001, men är inte längre tjänstgörande.
2013 utnämndes Norrby till hedersdoktor vid Karlsuniversitetet i Prag.